# 마루코는 아홉살 (드라마)
《마루코는 아홉살》(일본어: ちびまる子ちゃん 치비마루코짱[*])은 주인공과 이름이 같은 만화가 사쿠라 모모코가 그린 만화이자, 이를 원작으로 한 드라마이다.

## 2006년판
2006년 4월 18일 애니메이션과 마찬가지로 후지 TV 계열에서 19:00 - 20:54 (카스페!)에 3편의 옴니버스 드라마로 방송되었다. 시청률은 22.8%. 대한민국에서도 MBC드라마에서도 방영한 적이 있었다.

### 등장 인물
- 사쿠라 모모코 (마루코)(모리사코 에이 역)
- 호나미 타마에 (타마짱)(미야마 카렌 역)
- 사쿠라 히로시(타카하시 카츠미 역)
- 사쿠라 스미레(시미즈 미치코 역)
- 사쿠라 사키코(후쿠다 마유코 역)
- 사쿠라 토모조(모토 후유키 역)
- 사쿠라 코타케(이치게 요시에 역)
- 토가와 히데유키(카사이 신스케 역)
- 하나와 카즈히코(마미야 히카루 역)
- 마루오 스에오(사토 카즈야 역)
- 하마사키 노리타카 (하마지)(요네야 신이치 역)
- 노구치 에미코(코노 유미 역)
- 나가사와 키미오(마키오카 료스케 역)
- 후지키 시게루(사토 아츠시 역)
- 미기와 하나코(쿠마가이 안미 역)
- 후유타 씨(야구치 아오이 역)
- 켄타(코다마 마라쿠 역)
- 야마다 쇼타(코바야시 쿄오 역)
- 토미타 타로 (부타로)(모치즈키 요시카즈 역)
- 츠치하시 요시코(아사히 리호 역)
- 나가야마 오사무(우에다 다이키 역)
- 죠가사키 히메코(오쿠노야 카나 역)
- 야마네 츠요시(오모리 히로키 역)
- 코스기 후토시(코스기 모이치로 역)
- 오노 켄이치(이토 히로토 역)
- 스기야마 사토시(요시노 쇼타 역)
- 호나미 신타로 (타마짱의 아버지)(야시마 노리토 역)
- 사이죠 슈지(시모죠 아톰 역)
- 사사키 할아버지(기타로우 역)
- 바쿠추몬다이(폭소문제 역, 특별 출연)

제1탄
- 시라카와 씨 (마루코의 파트너)(이토 사이리 역)
- 낫짱 (사키코의 파트너)(카사 나츠키 역)
- 미래의 마루코(기무라 카에라 역)
- 미래의 타마쨩(카이토 아이코 역)
- 미래의 하마지(마츠모토 코타(레귤러) 역)

제2탄
- 젊었을 때의 사쿠라 히로시(타마키 히로시 역, 목소리 만 타카하시 카츠미）
- 젊었을 때의 사쿠라 스미레(쿠니나카 료코 역, 목소리 만 시미즈 미치코）
- 나카노 씨 (토모조의 친구)(누쿠미즈 요이치 역)
- 하마지의 어머니(시바타 리에 역)
- 부타로의 아버지(가와모토 준이치(지쵸카쵸) 역)
- 부타로의 어머니(오오시마 미유키(모리산츄) 역)
- 경관(하라다 타이조(넵툰) 역)
- 전학 처의 담임 (카루베 선생님) (마루코의 망상 장면)(카루베 신이치 역)
- 과자 가게의 점원(토베 요코 역)
- 상급생(토쿠나가 에리 역)

#### 방송 일자
제1탄
| 방송일          | 부제                                                           | 각본          |
| --------------- | -------------------------------------------------------------- | ------------- |
| 2006년 4월 18일 | 〈마루짱의 유쾌한 생활〉의 권 「まるちゃんのゆかいな生活」の巻 | 사쿠라 모모코 |
| 2006년 4월 18일 | 〈단짝 모임〉의 권 「なかよしの集い」の巻                      | 카시다 쇼고   |
| 2006년 4월 18일 | 〈타마쨩, 너무 좋아〉의 권 「たまちゃん、大好き」の巻          | 카시다 쇼고   |

제2탄
| 방송일           | 부제                                                    | 각본        |
| ---------------- | ------------------------------------------------------- | ----------- |
| 2006년 10월 31일 | 〈마루코, 작문에 고민〉의 권 「まる子、作文に悩む」の巻 | 카시다 쇼고 |
| 2006년 10월 31일 | 〈마루코, 거짓말을 할〉의 권 「まる子、ウソをつく」の巻 | 카시다 쇼고 |
| 2006년 10월 31일 | 〈사쿠라가, 대핀치〉의 권 「さくら家、大ピンチ」の巻    | 카시다 쇼고 |

## 2013년판
2013년 10월 1일 19:00 - 20:54에 후지 TV 카스페!에서 방송되었다. 후지 TV 개국 55주년 특별 프로그램. 주연은 신타 마키이다.

### 등장 인물
- 사쿠라 가
  - 사쿠라 모모코(마루코) - 신타 마키
  - 사쿠라 히로시(마루코의 아버지) - 코지마 카즈야(언재시)
  - 사쿠라 스미레(렌콘 / 마루코의 어머니) - 이이지마 나오코
  - 사쿠라 사키코(마루코의 언니) - 마키타 아주
  - 사쿠라 토모조(마루코의 할아버지) - 모토 후유키
  - 사쿠라 코타케(마루코의 할머니) - 와시오 마치코

- 시미즈 시립 이리에 초등학교 3학년 4반
  - 토가와 히데유키(마루코가 속한 담임) - 카사이 신스케
  - 호나미 타마에(타마짱 / 마루코의 친구) - 스다 코하쿠
  - 마루오 스에오 - 하루나 슈야
  - 하나와 카즈히코 - 나가시마 테루미
  - 하마사키 노리타카 (하마지) - 네모토 타츠키
  - 노구치 에미코 - 이시이 아메리
  - 나가사와 키미오 - 모리 타이요
  - 후지키 시게루 - 타카미야 유키
  - 미기와 하나코 - 타케모토 사라
  - 후유타 미스즈 - 야마구치 모모카
  - 야마다 쇼타 - 아라이 신고
  - 토미타 타로(부타로) - 후루미 코마
  - 츠치하시 요시코(요시코짱) - 나이토 호노카
  - 나가야마 오사무 - 오사코 마히로
  - 죠가사키 히메코 - 이와사키 유리
  - 사사야마 카즈코 - 오구마 마이코
  - 야마네 츠요시 - 사카이 텐마
  - 코스기 후토시 - 타바타 신페이
  - 오노 켄이치 - 마부치 호마레
  - 스기야마 사토시 - 카와카미 쿄
  - 마에다 히로미 - 미요시 라이나
  - 세키구치 신지 - 고미 요시아키
  - 야마다 카요코 - 토시다 마이

- 기타
  - 시노하라 아오이 (마루코 주운 편지 붙은 풍선 반송, 도쿄에 사는 소녀) - 타니 카논
  - 아오이의 어머니 - 토다 나호
  - 우편 배달부 - 타케이 소
  - 간호사 - 나가이 리사
  - 히데진이 (하나와의 집사) - 사토이 켄타

### 방송 일자
| 방송일          | 부제                                                                                        | 각본            |
| --------------- | ------------------------------------------------------------------------------------------- | --------------- |
| 2013년 10월 1일 | 〈마루코, 할아버지를 축하〉의 권 「まる子、おじいちゃんを祝う」の巻                         | 카시다 쇼고     |
| 2013년 10월 1일 | 〈마루코, 자리 바꾸기〉의 권 「まる子、席替えをする」の巻                                   | 타카하시 모토코 |
| 2013년 10월 1일 | 〈마루코, 낫토를 먹자〉의 권 「まる子、納豆を食べよう」の巻                                 | 카시다 쇼고     |
| 2013년 10월 1일 | 〈마루코와 타마짱, 풍선의 편지를 데리러〉의 권 「まる子とたまちゃん、風船の手紙を拾う」の巻 | 타카하시 모토코 |

## 사쿠라 가의 사람들을 연기 한 배우의 변천
| 작품     | 사쿠라 모모코 | 사쿠라 히로시 (아버지) | 사쿠라 스미레 (어머니) | 사쿠라 사키코 (언니) | 사쿠라 토모조 (할아버지) | 사쿠라 코타케 (할머니) |
| -------- | ------------- | ---------------------- | ---------------------- | -------------------- | ------------------------ | ---------------------- |
| 2006년   | 모리사코 에이 | 타카하시 카츠미        | 시미즈 미치코          | 후쿠다 마유코        | 모토 후유키              | 이치게 요시에          |
| 2007년   | 이토 아야카   | 미무라 마사카즈        | 사카이 노리코          | 무라사키 마아야      | 모토 후유키              | 미야자키 요시코        |
| 2013년   | 신타 마키     | 코지마 카즈야          | 이이지마 나오코        | 마키타 아주          | 모토 후유키              | 와시오 마치코          |
| 타이완판 | 린신레이      | 임우위                 | 인푸                   | 웨이만               | 고보명                   | 담애진                 |